# Semantic MediaWiki
 (août 2023).
Semantic MediaWiki est une extension du logiciel MediaWiki, qui permet d'ajouter des annotations sémantiques aux pages d'un wiki, transformant ainsi un wiki qui intègre cette extension en un wiki sémantique. Les annotations qui ont été ajoutées peuvent ensuite être utilisées pour réaliser des recherches sémantiques, pour agréger des pages entre elles, structurer leur contenu de différentes manières, par exemple, sur un plan géographique, un calendrier, un graphe, ou enfin exporter ces données pour qu'elles puissent être reprises par des applications tierces, avec entre autres, les formats de sérialisation de RDF, CSV...

## Auteurs
Semantic MediaWiki a été initialement créé par Markus Krötzsch, Denny Vrandečić et Max Völkel. La première version est sortie en 2005. 

## Syntaxe de base
Semantic MediaWiki permet de définir deux types de données :
- les relations, liant une page à une autre,
- les attributs, spécifiant une donnée d'une page.

Toutes les annotations utilisent comme structure de base un triplet "sujet, prédicat, objet" : une page à propos de Paris peut contenir le fait qu'il s'agisse de la capitale de la France, information encodée à l'aide de cette syntaxe :
```
... est la capitale de la [[est la capitale de::France]] ...

```

qui aurait donc un sens équivalent à « Paris » « est la capitale de la » « France ».
Des données comme la population de Paris peuvent aussi être encodées, à l'aide d'une syntaxe identique :
```
... une population de [[population::2101816]] ...

```

qui aurait donc un sens équivalent à « Paris » « a une population de » « 2 101 816 ». La différence entre relations et attributs se fait sur la page définissant la propriété.
Ainsi, en utilisant les outils de Semantic MediaWiki permettant d'exécuter certaines requêtes, une page peut être créée, listant toutes les villes dont la population dépasse deux millions d'habitants. Paris apparaîtrait dans une telle liste, de façon automatique (au côté d'autres villes comme Berlin, etc.).

## Utilisation
L'extension Semantic MediaWiki est utilisée par près de 1 800 wikis publics et actifs, sans compter un nombre inconnu de wiki privés.

### Wikis publics
Parmi les wikis publics les plus notables, on trouve le wiki de Metacafe, de SNPedia, Metavid, MetaBase, le Math Images Project, la Sunlight Foundation, ou la « Chickipedia » de Break.com. Et dans la langue de Molière Domotiki.eu

### Wikis privés
Semantic MediaWiki est utilisé par un grand nombre d'entreprises, d'administration et d’organisations. On peut citer le département R&D de Johnson & Johnson ainsi que l'université de médecine de Duke aux États-Unis.

## Sous-produits et extensions
Il existe diverses extensions open-source pour MediaWiki qui utilisent les données fournies par SMW. Les plus connues sont :
- Page Forms (anciennement Semantic Forms) - Permet d'utiliser des formulaires créés par les utilisateurs pour ajouter et éditer des pages qui utilisent des annotations sémantiques. Page Forms fournit les classiques boîtes combo, checkboxes, radio boutons, zone de texte avec auto-complétion pour permettre de restreindre et/ou proposer des valeurs aux utilisateurs[6]
- Semantic Result Formats - Propose un large éventail de formats pour représenter des données sémantiques (graphes, calendriers, fonctions mathématiques...)
- Maps - Affiche des points d'intérêt sur une carte, en fonction de données sémantiques géographiques, avec l'aide de services de cartographies en ligne dont OpenStreetMap[7]

## Communauté
Les utilisateurs et développeurs de SMW ont organisé trois évènements officiels :
- Une réunion entre utilisateurs à Cambridge (Massachusetts) en novembre 2008.
- Une rencontre plus informelle à Stanford (Californie), en mars 2009.
- Le "SMW Camp", qui a duré deux jours a Karlsruhe (Allemagne), en novembre 2009.
- Des conférences bi-annuelles ont lieu au printemps sur le continent américain, à l'automne sur le continent européen[8]